# Privilegium de non appellando
Das Privilegium de non appellando (von lateinisch appellare ‚(be)nennen‘, ‚rufen‘; auch Appellationsprivileg) wurde im Mittelalter vom Kaiser vergeben und gab einem adeligen Territorialherrn das Recht (Ius), seinen Untertanen zu verbieten, den Kaiser als gerichtlich höchste Instanz anzurufen (im heutigen Sprachgebrauch: „Berufung einlegen“).

## Privilegia de non appellando
Vor allem aufgrund der Rezeption des römischen Rechts wurde im Heiligen Römischen Reich das Rechtsinstitut der Appellation gebräuchlich. Das heißt, wenn eine Prozesspartei in erster Instanz vor einem Gericht unterlag, konnte sie an ein höheres Gericht appellieren und eine dortige Prüfung des vorinstanzlichen Urteils erreichen.
Der römisch-deutsche König bzw. Kaiser war im Mittelalter der oberste Gerichtsherr, von dem alle Gerichtsbarkeit ausging. An ihn konnte in letzter Instanz appelliert werden.
Der Kaiser konnte aber auch entsagen, letzte gerichtliche Instanz zu sein. Dies tat er nicht durch allgemeinen Ausspruch, sondern er verlieh ausgesuchten Fürsten, Grafen oder Reichsstädten das Privilegium de non appellando. Die privilegierten Fürsten, Grafen oder Reichsstädte hatten dann das Recht, ihren Untertanen zu untersagen, an den Kaiser letztinstanzlich zu appellieren. In diesem Fall waren dann die Obergerichte der Fürsten, Grafen oder Reichsstädte die letzte Gerichtsinstanz.
Es gab verschiedene Arten von Privilegia de non appellando. Die wichtigste Unterscheidung war die zwischen einem Privilegium limitatum und illimitatum. Ein Privilegium illimitatum gab das Recht, jegliche Appellation von Untertanen aus einer bestimmten Landesherrschaft an den Kaiser zu untersagen. Ein Privilegium limitatum hingegen gab lediglich das Recht, Appellationen von Untertanen unter bestimmten Voraussetzungen zu untersagen. So konnten beispielsweise in einem Privilegium limitatum zusätzliche Förmlichkeiten vorgesehen werden (z. B. konnte Untertanen abverlangt werden, vor Einlegung einer Appellation bestimmte Eide zu schwören). Auch konnte die Appellation nur bei bestimmten Streitgegenständen untersagt werden oder die Appellation wurde untersagt, wenn der Rechtsstreit nicht um einen gewissen Geldwert (Appellationssumme) ging. Es gab also einigen Gestaltungsspielraum für den Inhalt eines solchen Privilegium limitatum.
Je weitgehender ein Privilegium de non appellando Appellationen von Untertanen aus den landesherrlichen Territorien untersagte, desto besser konnte ein Landesherr seine eigene Gerichtsbarkeit ausbauen und seine eigene Herrschaft in seinem Territorium festigen.
In der Frühen Neuzeit wurden von den Deutschen Kaisern sehr viele und zunehmend weitreichendere Privilegia de non appellando an die Reichsstände verliehen. Damit förderten die Kaiser auf der einen Seite landesherrliche Macht und Partikularismus, auf der anderen Seite banden die Kaiser mit der Privilegienverleihung die jeweiligen Reichsstände an das Reich. Denn in der Regel musste ein Privilegium de non appellando von jedem Kaiser, der den Thron bestieg, neu bestätigt werden. Dazu wurden Treueeide von Seiten der Reichsstände gegenüber dem Kaiser nötig. Auch ließ sich der Kaiser die Privilegienvergabe von den Reichsständen gut bezahlen. Er schaffte sich auf diese Weise nicht unbedeutende Einnahmen. Die neuere Geschichtswissenschaft sieht deshalb die Privilegienvergabe nicht nur negativ als eine Schwächung der Position des Kaisers, sondern sieht darin auch ein Herrschaftsmittel des Kaisers.
Mit der Verleihung eines solchen Privilegs hatte der Landesherr zunächst nur ein subjektiv wirkendes Recht erworben. Dieses musste er noch zur allgemeinen Anwendung bringen.
Der Landesherr erließ innerhalb seines Territoriums ein Gesetz, das Appellationen an den Kaiser und seine Höchstgerichte verbot. Die territorialen Gerichte achteten dann auf die Einhaltung dieses Gesetzes. Denn prinzipiell musste man damals eine Appellation gegen ein Urteil bei dem Gericht einlegen, das das angegriffene Urteil erlassen hatte (iudex a quo). Dieses Gericht musste dann die Appellation an das höhere Gericht (iudex ad quem) zulassen. Bestand ein landesherrliches Gesetz, das auf Grundlage eines Privilegium de non appellando die Appellation an den Kaiser verbot, dann ließen die landesherrlichen Gerichte die Appellation an den Kaiser auch nicht zu.
Die Goldene Bulle von 1356 hatte schon im 14. Jahrhundert allen Kurfürsten das Privilegium de non appellando illimitatum zugestanden. In späterer Zeit, vor allem in der Frühen Neuzeit nach Schaffung einer ständigen kaiserlichen Rechtsprechung durch das Reichskammergericht und den Reichshofrat, erwirkten immer mehr Reichsstände die Appellationsprivilegien – zumeist erst begrenzte Appellationsprivilegien, die im Verlauf der Zeit immer weiter ausgebaut und zum Teil auch zu unbegrenzten Appellationsprivilegien wurden. Bis zur Mitte des 17. Jahrhunderts hatten sich fast alle größeren Reichsstände Privilegia illimitata gesichert. Sie entzogen ihre Territorien damit weitgehend der kaiserlichen Jurisdiktion.

## Privilegium de non evocando
Vom Privilegium de non appellando ist das Privilegium de non evocando (auch Evokationsprivileg) zu unterscheiden.
Das Privilegium de non evocando (von lateinisch evocare ‚herausrufen, vor Gericht laden‘) gab einem adeligen Territorialherrn das Recht, seinen Untertanen zu verbieten, den Kaiser als erste gerichtliche Instanz anzurufen. Im Falle der Ausstellung eines privilegium de non evocando für eine Stadt gewährleistete dies, dass Rechtsfälle, an denen ihre Bürger beteiligt waren, vor dem örtlichen Stadtgericht zu verhandeln waren.
Jedoch konnte in Ausnahmefällen auch weiterhin der Kaiser als erste Gerichtsinstanz angerufen werden. Dies war vor allem bei Rechtsverweigerung der Fall, also wenn die Gerichte des adeligen Landesherrn einem Untertan versagten, einen Gerichtsprozess gegen einen anderen zu führen. Genauso war der Kaiser immer Schutzherr von Witwen, Waisen, Armen und Studenten. Diese Personengruppen hatten tradierte Sonderrechte und konnten sich ebenfalls auch bei Bestehen eines Privilegium de non evocando unmittelbar an den Kaiser als erste Instanz wenden.
1356 war in der Goldenen Bulle allen
Kurfürsten das Privilegium de non evocando zugestanden worden. Mit der bedeutsamen Reichskammergerichtsordnung von 1495 und später in den Ordnungen des Reichshofrates wurde allgemein festgeschrieben, dass im Wesentlichen nur noch Reichsstände und keine Untertanen den Kaiser – bzw. das Reichskammergericht als dessen kaiserliches Gericht – in erster Instanz anrufen durften. Damit wurde das Ius de non evocando zum allgemeinen Prinzip erhoben.